# سنفية أطلسية
سنفية أطلسية (الاسم العلمي:Epilobium atlanticum) هو نوع نباتي يتبع جنس السنفية من فصيلة الأخدرية.